# Gare de Cahors
Gare de Cahors – stacja kolejowa w Cahors, w departamencie Lot, w regionie Oksytania, we Francji. Znajduje się na linii kolejowej Orlean – Montauban.
Stacja należy do Société nationale des chemins de fer français (SNCF) i obsługiwana jest przez pociągi Intercités, TER Limousin oraz TER Midi-Pyrénées.